# Willy Van Den Bossche
Willy Van Den Bossche (* 22. Januar 1949 in Adegem, Ostflandern) ist ein belgischer Bogenschütze.
Van Den Bossche nahm an den Olympischen Spielen 1980 in Moskau teil und beendete den Wettbewerb als 17. Vier Jahre später wurde er 26. 1982 war er bei den Europameisterschaften Zweiter geworden.
Er ist nicht zu verwechseln mit dem international anerkannten, gleichnamigen Fachmann für antikes Glas.